# Kaplja vas, Prebold
Kaplja vas je naselje v Občini Prebold.